# 牛儿竹
牛儿竹（学名：Bambusa prominens）为禾本科簕竹属下的一个种。

## 扩展阅读
- 維基物種上的相關：牛儿竹